# Condado de Dodge (Nebraska)
El condado de Dodge (en inglés: Dodge County), fundado en 1855 y con el nombre en honor al senador Augustus Caesar Dodge, es un condado del estado estadounidense de Nebraska. En el año 2000 tenía una población de 36.160 habitantes con una densidad de población de 25,66 personas por km². La sede del condado es Fremont.

## Geografía
Según la oficina del censo el condado tiene una superficie total de 1409 km² (544 mi²), de los que 1383 km² (534 mi²) son tierra y 26 km² (10,0 mi²) (0,92%) son agua.

## Condados adyacentes
- Condado de Burt - noreste
- Condado de Washington - este
- Condado de Douglas - sureste
- Condado de Saunders - sur
- Condado de Colfax - oeste
- Condado de Cuming - norte

## Demografía
Según el censo del 2000 la renta per cápita media de los habitantes del condado era de 37.188 dólares y el ingreso medio de una familia era de 44.790 dólares. En el año 2000 los hombres tenían unos ingresos anuales 31.108 dólares frente a los 20.915 dólares que percibían las mujeres. El ingreso por habitante era de 17.757 dólares y alrededor de un 8.60% de la población estaba bajo el umbral de pobreza nacional.

## Ciudades y pueblos
- Ames
- Dodge
- Fremont
- Hooper
- Inglewood
- Nickerson
- North Bend
- Scribner
- Snyder
- Uehling
- Winslow